# Colletotrichum lindemuthianum
Colletotrichum lindemuthianum (Sacc. & Magnus) Briosi & Cavara – gatunek grzybów z rodziny Glomerellaceae. Wywołuje chorobę o nazwie antraknoza fasoli

## Systematyka i nazewnictwo
Pozycja w klasyfikacji według Index Fungorum: Colletotrichum, Glomerellaceae, Glomerellales, Hypocreomycetidae, Sordariomycetes, Pezizomycotina, Ascomycota, Fungi.
Po raz pierwszy takson ten zdiagnozowali w 1878 r. Pier Andrea Saccardo i Paul Wilhelm Magnus nadając mu nazwę Gloeosporium lindemuthianum. Obecną, uznaną przez Index Fungorum nazwę nadali mu G. Briosi i Fridiano Cavara w 1889 r.
Synonimy
- Gloeosporium lindemuthianum Sacc. & Magnus 1878
- Glomerella lindemuthiana Shear 1913

Gatunek ten znany jest wyłącznie jako anamorfa, jak dotąd nie zaobserwowano jego teleomorfy. Na podstawie badań molekularnych i ultrastrukturalnych uważa się, że jest nią któryś z gatunków w obrębie rodzaju Glomerella.

## Morfologia i rozwój
Acerwulusy pojawiają się na łodydze, liściach i owocach w grupach, lub pojedynczo, rozrzucone. Są zaokrąglone lub jajowate, o średnicy do 300 μm. Powstają wewnątrz tkanek i pod naskórkiem żywiciela, powodując zaburzenia jego tkanek. Znajdują się w nich szczecinki wyrastające z powierzchniowych, brązowych komórek acerwulusa. Szczecinki są septowane, mają długość poniżej 100 μm, u podstawy są rozdęte i stopniowo zwężają się, na końcu osiągając grubość 4–9 μm. Konidiofory bez przegród, bezbarwne lub lekko brązowe, cylindryczne, zakończone fialidą. Konidia bezbarwne, cylindryczne, bez przegród. Mają rozmiar 11–20 × 2,5–5,5 μm.
Kolonia hodowana na agarze dekstrozy ziemniaczanej rośnie wolno, osiągając średnicę 6 cm po 10 dniach w temperaturze 22-24 °C. Temperatura i wilgotność są ważnymi czynnikami. Rozwój odbywa się najszybciej w wilgotnych i ciepłych warunkach, jest spowolniony lub w ogóle ulega zahamowaniu przy temperaturach poza zakresem 7–33 °C. Temperatura optymalna wynosi pomiędzy 25 °C i 18 °C. Grzybnia składa się ze strzępek grzybni powietrznej. Oprócz konidioforów występują w niej pojedyncze, samotne fialidy. Grzybnia szybko staje się ciemna od acerwulusów. Rzadko tylko tworzą się w niej appresoria. Są cynamonowo-brązowe, jajowate lub półowalne i lekko faliste. Mają rozmiar 6–8 × 4–9 μm i powstają na cienkościennych, szklistych strzępkach.
Zarodniki Colletotrichum lindemuthianum mają zdolność tworzenia specjalnych rurek zarodnikowych, za pomocą których mogą łączyć się z sobą i dokonywać wymiany jąder.

## Występowanie i siedlisko
Poza Antarktydą występuje na wszystkich kontynentach, a także na licznych wyspach.
Pasożyt wywołujący grzybową chorobę zwaną antraknozą fasoli. Pasożytuje na różnych gatunkach fasoli, na wspiędze wężowatej, wspiędze pospolitej oraz sporadycznie na innych gatunkach z rodziny bobowatych. W Polsce zanotowano jego występowanie na fasoli wielkokwiatowej, fasoli zwykłej, grochu zwyczajnym i komonicy zwyczajnej.